# -rath
Das Suffix -rath in Ortsnamen kennzeichnet im Deutschen einen Ort, der auf eine Rodung zurückgeht. Der Ortsname selbst endet nicht immer auf -rath (z. B. Großkainraths). Teilweise erscheint Rath auch als eigenständige Ortsbezeichnung (etwa in Köln-Rath oder Düsseldorf-Rath).
Mit der Endung -rath bezeichnete Orte befinden sich nahezu ausschließlich im Bergischen Land und im Rheinland. Entsprechende Rodungsnamen in anderen Regionen Deutschlands enden etwa auf -rade, -reuth, -roda oder -rode.

## Datierungen
In die spätfränkisch-frühdeutsche Zeit im 6. bis 11. Jahrhundert fielen mit der rückläufigen fränkischen Landnahme ausgedehnte Rodungstätigkeiten im Bergischen wie im Rheinland. Hinsichtlich der Orte mit dem Suffix -rath nahm man hierbei Gründungen für das 10. bis 13. Jahrhundert an. Diese Ansicht ist durch Grabungen aus den Jahren 2003 und 2004 an der Kirche St. Martin in Langenfeld-Richrath ins Wanken geraten. Aufgrund archäologischer Funde geht die Fachwelt nunmehr davon aus, dass Orte auf -rath bereits seit dem späten 8. bzw. frühen 9. Jahrhundert besiedelt worden sein könnten. Insbesondere der Fund eines Knochens eines an der Kirche von St. Martin Bestatteten, der von den Forschern mit Hilfe der Radiokarbonmethode exakt auf das Jahr 796 datiert wurde, gestattete die Annahme, dass Richrath schon ein gutes Jahrhundert früher besiedelt worden sein könnte als bislang angenommen.
Eine im Jahre 2008 an der Kirchenwüstung St. Barbara durchgeführte weitere Grabung in Reusrath führte zwar zum Fund eines Baumsarges unter der alten St.-Barbara-Kirche Am alten Markt und man erhoffte sich ein ähnlich spektakuläres Ergebnis wie in Richrath, doch die Altersbestimmung mit der Radiokarbonmethode wies auf eine Grablegung im Zeitraum der Jahre 978 bis 1046 n. Chr. hin. Die Archäologen schlossen daraufhin auf ein Baudatum der Kirche um das Jahr 1000.
Der Fund des Baumsarges in Reusrath hatte insoweit ein zusätzliches Interesse geweckt, da zur Vorgeschichte Reusraths bereits durch älteste Funde aus Langenfeld bekannt war, dass dieser Stadtteil von der Steinzeit an bis in das Jahr 360 nach Christus immer wieder besiedelt gewesen war. So wurden auf dem Rosendahlsberg/Neuburger Hof, einer Flussterrasse zu Wupper und Rhein hin, seit den 1940er Jahren bis in die 1960er Jahre Steinabschläge für Klingen aus Feuerstein entdeckt, die aus der Altsteinzeit stammen. Keramikscherben vom gleichen Fundort wurden in die Bronze- und Eisenzeit datiert. Ein bronzenes Weiheglöckchen aus römischer Zeit stammt ebenfalls vom Neuburger Hof. Dort wurden auf engstem Raum von 800 m × 1000 m zudem vorgeschichtliche Funde eines Gräberfeldes aus dem 1. nachchristlichen Jahrhundert gemacht, ohne bislang allerdings den dazugehörenden Siedlungsplatz zu entdecken. Im gesamten Rheinland ist kein weiterer Siedlungsort bekannt, an dem über solch lange Zeiträume die Ansiedlung von Menschen nachweisbar wäre.
Aufgrund des nun vorliegenden Ergebnisses aus Reusrath bleibt der Fund aus Richrath daher zunächst ein Einzelphänomen. Hierzu angefügt sei, dass etwa für Overath bekannt ist, dass dieser Ort erst im 10. Jahrhundert nachträglich umbenannt wurde. Zunächst könnte somit hinsichtlich Richraths ebenfalls auf einen Ortsnamenwechsel geschlossen werden, bis eventuell einmal weitere Forschungen zu dem Ergebnis führen, dass eine Umdatierung der Gründungswelle der Orte auf -rath vorgenommen werden muss.
Dennoch findet sich ein weiterer Hinweis auf eine frühere Besiedlung der Orte auf -rath, wiederum Langenfeld betreffend, in einer Urkunde des Stiftes Kaiserswerth. Im Jahre 904 wurde darin der zu Langenfeld zählende Weiler Neurath als „Niuuuenrothe“ erstmals schriftlich erwähnt. Danach könnte also bereits das ausgehende 9. Jahrhundert die ersten Gründungen auf die Endung -rath gesehen haben.
Nachweise einer weiter zurückliegenden Besiedlung eines Ortes sind aufgrund fehlender schriftlicher Aufzeichnungen nur mit Mitteln der Archäologie möglich. Dazu gehört es, dass Zufalls- und Lesefunde den zuständigen Ämtern für Bodendenkmalpflege mit genauer Bezeichnung des Fundortes wie der Fundumstände angezeigt werden.

## Beispiele für Orte aufrath

### Bereich Bergisches Land
- Rath – Rath/Heumar (Köln)
- Alken-rath – Alkenrath (Leverkusen)
- Alten-rath – Altenrath (Lindlar)
- Alten-rath – Altenrath (Troisdorf)
- Ap-rath – Aprath (Wülfrath)
- Ast-rath – Astrath (Velbert)
- Ben-rath – Benrath (Düsseldorf)
- Benn-rath – Bennrath (Much)
- Berten-rath – Bertenrath (Leichlingen)
- Diepesch-rath – Diepeschrath im Naturschutzgebiet Diepeschrather Wald (Bergisch Gladbach)
- Demmelt-rath – Demmeltrath (Solingen)
- Die-rath – Dierath (Burscheid)
- Die-rath – Dierath (Leichlingen)
- Don-rath – Donrath (Lohmar)
- Duckte-rath – Duckterath (Bergisch Gladbach)
- Edel-rath – am Edelrather Bach (Leverkusen)
- Engel-rath – Engelrath (Burscheid)
- Erk-rath – Erkrath
- Fede-rath – Federath (Overath)
- Fürkelt-rath – Fürkeltrath (Solingen)
- Ga-rath – Garath (Düsseldorf)
- Gie-rath – Gierath (Bergisch Gladbach)
- Gräf-rath – Gräfrath (Solingen)
- Hapel-rath – Hapelrath (Langenfeld)
- Herchen-rath – Herchenrath (Much)
- Herken-rath – Herkenrath (Bergisch Gladbach)
- Herme-rath – Hermerath (Neunkirchen-Seelscheid)
- Höde-rath – Höderath (Overath)
- Hon-rath – Honrath/Neuhonrath (Lohmar)
- Hubbel-rath – Hubbelrath (Düsseldorf)
- Immig-rath – Immigrath (Langenfeld)
- In-rath – Inrath (Krefeld)
- Lücke-rath – Lückerath (Bergisch Gladbach)
- Lücke-rath – Oberlückerath/Niederlückerath (Ruppichteroth)
- Men-rath – Menrath (Odenthal)
- Metzmachers-rath – Metzmachersrath (Wuppertal)
- Mill-rath – Millrath (Erkrath)
- Nath-rath – Nathrath (Wuppertal)
- Nessel-rath – Nesselrath (Leichlingen), siehe auch Haus Nesselrath
- Neu-rath – Neurath (Langenfeld)
- Nord-rath – Nordrath (Velbert)
- Oeling-rath – Oelingrath (Remscheid)
- Ohme-rath – Ohmerath (Neunkirchen-Seelscheid)
- Oppel-rath – Oppelrath (Hennef)
- Ove-rath – Overath
- Paff-rath – Paffrath (Bergisch Gladbach)
- Ref-rath – Refrath (Bergisch Gladbach)
- Reus-rath – Reusrath (Langenfeld)
- Rich-rath – Richrath (Langenfeld)
- Riefe-rath – Rieferath (Windeck)
- Rieth-rath – Riethrather Mühle (Langenfeld)
- Rupel-rath – Rupelrath (Solingen)
- Rös-rath- Rösrath
- Schlebusch-rath – Schlebuschrath (Leverkusen)
- Schneffel-rath – Schneffelrath (Lohmar)
- Schnepp-rath – Schnepprath (Langenfeld)
- Söntge-rath – Söntgerath (Much)
- Söntge-rath – Söntgerath (Neunkirchen-Seelscheid)
- Step-rath – Katzberg (Langenfeld)
- Ucke-rath – Uckerath (Hennef)
- Unter-rath – Unterrath (Düsseldorf)
- Vilke-rath – Vilkerath (Overath)
- Volken-rath – Volkenrath (Reichshof)
- Wallmich-rath – Wallmichrath (Velbert)
- Walten-rath – Waltenrath (Leichlingen)
- Wehn-rath - Wehnrath (Reichshof)
- Wibbelt-rath – Wibbeltrath (Wuppertal)
- Wind-rath – Windrath (Velbert)
- Wolpe-rath – Wolperath (Neunkirchen-Seelscheid)
- Wülf-rath – Wülfrath

### Linksrheinisch
- Rath (Jüchen)
- Rath (Kerken)
- Rath (Nideggen)
- Rath (Nörvenich)
- Rath-Anhoven (Wegberg)
- All-rath – Allrath (Grevenbroich)
- An-rath – Anrath (Willich)
- Asen-rath – alter Name von Asenray (Roermond)
- Beck-rath – Beckrath (Mönchengladbach)
- Berg-rath – Bergrath (Eschweiler)
- Beeren-rath – Berrenrath (Hürth)
- Berve-rath – Berverath (Erkelenz)
- Bett-rath – Bettrath (Mönchengladbach)
- Blumen-rath – Blumenrath (Alsdorf)
- Clö-rath – Clörath (Tönisvorst/Viersen/Willich)
- Den-rath – Denrath (Mechernich)
- Distel-rath – Distelrath (Düren)
- Elf-rath – Elfrath (Krefeld)
- Fronde-rath – Fronderath (Erkelenz)
- Gerde-rath – Gerderath (Erkelenz)
- Gerke-rath – Gerkerath (Mönchengladbach)
- Gie-rath – Gierath (Jüchen)
- Golk-rath – Golkrath (Erkelenz)
- Gref-rath – Grefrath (Frechen)
- Gref-rath – Grefrath (Neuss)
- Gref-rath – Grefrath (Kreis Viersen)
- Gubbe-rath – Gubberath (Jüchen)
- Güdde-rath – Güdderath (Mönchengladbach)
- Gützen-rath – Gützenrath (Niederkrüchten)
- Habbel-rath – Habbelrath (Frechen)
- Hasten-rath – Hastenrath (Eschweiler)
- Hasten-rath – Hastenrath (Gangelt)
- Hehl-rath – Hehlrath (Eschweiler)
- Her-rath – Herrath (Mönchengladbach)
- Herzogen-rath – Herzogenrath
- Holle-rath – Hollerath (Hellenthal)
- Houve-rath – Houverath (Erkelenz)
- Imme-rath – Immerath und Immerath (neu) (Erkelenz)
- In-rath – Inrath (Krefeld)
- Jacke-rath – Jackerath (Titz)
- Kal-rath – Kalrath (Titz)
- Kuffe-rath – Kufferath (Düren)
- Lücke-rath – Lückerath (Mechernich)
- Lütze-rath – Lützerath (Erkelenz)
- Matze-rath – Matzerath (Erkelenz)
- Mennek-rath – Mennekrath (Erkelenz)
- Menn-rath – Mennrath (Mönchengladbach)
- Möd-rath – Mödrath (Kerpen)
- Münch-rath – Münchrath (Grevenbroich)
- Neu-rath – Neurath (Grevenbroich)
- Oe-rath – Oerath (Erkelenz)
- Oste-rath – Osterath (Meerbusch)
- Otzen-rath – Alt-Otzenrath,  Neu-Otzenrath (Jüchen)
- Prieste-rath – Priesterath (Jüchen)
- Quad-rath-Ichendorf – Quadrath-Ichendorf (Bergheim)
- Rickel-rath – Rickelrath (Wegberg)
- Sasse-rath – Sasserath (Mönchengladbach)
- Spen-rath – Alt-Spenrath, Neu-Spenrath (Jüchen)
- Steinken-rath – Steinkenrath (Niederkrüchten)
- Stein-rath – Steinrath (Krefeld)
- Sügge-rath – Süggerath (Geilenkirchen)
- Tetel-rath – Tetelrath (Wegberg)
- Vink-rath – Vinkrath (Grefrath, Kreis Viersen)
- Ven-rath – Venrath (Erkelenz)
- Vogels-rath – Vogelsrath (Schwalmtal)
- Volken-rath – Volkenrath (Eschweiler)
- Wick-rath – Wickrath (Mönchengladbach)
- Wilden-rath – Wildenrath (Wegberg)
- Wocke-rath – Wockerath (Erkelenz)

### Eifel
- Aren-rath – Arenrath
- Aude-rath – Auderath
- Berg-rath – Bergrath (Bad Münstereifel)
- Boude-rath – Bouderath (Nettersheim)
- Bove-rath – Boverath (Daun)
- Danke-rath – Dankerath (Adenau)
- Deme-rath – Demerath
- Desse-rath – Desserath (Deudesfeld)
- Elche-rath – Elcherath (Winterspelt)
- Ellwe-rath – Ellwerath (Rommersheim)
- Fron-rath – Fronrath (Landkreis Ahrweiler)
- Frohn-rath – Frohnrath (Kall)
- Gunde-rath – Gunderath
- Hilbe-rath – Hilberath (Rheinbach)
- Hone-rath – Honerath (Landkreis Ahrweiler)
- Hone-rath – Honerath (Bad Münstereifel)
- Houve-rath – Houverath (Bad Münstereifel)
- Imme-rath – Immerath (Landkreis Vulkaneifel)
- Jünke-rath – Jünkerath
- Kolve-rath – Kolverath
- Lanze-rath – Lanzerath (Bad Münstereifel)
- Lutze-rath – Lutzerath
- Matze-rath – Matzerath
- Reime-rath – Reimerath
- Rode-rath – Roderath (Nettersheim)
- Ruppe-rath – Rupperath (Bad Münstereifel)
- Sasse-rath – Sasserath (Bad Münstereifel)
- Seiwe-rath – Seiwerath
- Siebe-rath – Sieberath (Hellenthal)
- Simme-rath – Simmerath
- Utze-rath – Utzerath
- Watze-rath – Watzerath
- Weiße-rath – Weißerath (Landkreis Ahrweiler)
- Welche-rath – Welcherath
- Winne-rath – Winnerath
- Wollme-rath – Wollmerath

### Belgien
- Atze-rath – Atzerath (St. Vith)
- Berte-rath – Berterath (Büllingen)
- Lanze-rath – Lanzerath (Büllingen)
- Wecke-rath – Weckerath (Büllingen)
- Roche-rath – Rocherath-Krinkelt (Büllingen)

### Luxemburg
- Binz-rath – Binzrath (Mersch)

### Österreich
- An-rath – Anrath, Gemeinde Waizenkirchen, Oberösterreich
- Dan-rath – Danrath, Gemeinde Altschwendt, Oberösterreich
- Großkain-rath-s – Großkainraths, Gemeinde Zwettl, Niederösterreich
- Kain-rath-s – Kainraths, Gemeinde Waidhofen an der Thaya-Land, Niederösterreich
- Kain-rath-sschlag – Kainrathsschlag, Gemeinde Zwettl, Niederösterreich
- Kleinkain-rath-s – Kleinkainraths, Gemeinde Allentsteig, Niederösterreich (unbewohnt)
- Nar-rath – Narrath, Gemeinde Sankt Johann im Saggautal, Steiermark
- Neu-rath – Neurath, Gemeinde Kitzeck im Sausal, Steiermark
- Neu-rath – Neurath, Gemeinde Stainz, Steiermark
- Pi-rath – Pirath, Gemeinde Kirchdorf am Inn, Oberösterreich
- Pi-rath – Pirath, Gemeinde Weng im Innkreis, Oberösterreich
- Pra-rath – Prarath, Gemeinde Gleinstätten, Steiermark
- Pra-rath-ereck – Prarathereck, Gemeinde Sankt Johann im Saggautal, Steiermark
- Pur-rath – Purrath, Gemeinde Arbesbach, Niederösterreich
- Rath, Gemeinde Eschenau im Hausruckkreis, Oberösterreich
- Rath, Gemeinde Kematen an der Krems, Oberösterreich
- Rath-en – Rathen, Gemeinde Hartkirchen, Oberösterreich